# Філіп Філіпович
Філіп Філіпович  (серб. Филип Филиповић / Filip Filipović, 2 травня 1987) —  сербський ватерполіст, олімпійський чемпіон та медаліст, дворазовий чемпіон світу, п'ятиразовий чемпіон Європи.

## Виступи на Олімпіадах
| Олімпіада   | Дисципліна | Місце |
| ----------- | ---------- | ----- |
| Пекін 2008  | водне поло | 3     |
| Лондон 2012 | водне поло | 3     |
| Ріо 2016    | водне поло | 1     |